# Spathelioideae
Spathelioideae  (лат.) — подсемейство двудольных растений, входит в семейство Рутовые (Rutaceae) порядка Сапиндоцветные (Sapindales).

## Описание
В это подсемейство входят несколько родов, включающих в себя небольшие кустарники достигающие метра в высоту (Cneorum), ползущие и цепляющиеся растения (Harisonia) и небольшие деревья (Bottegoa, Cedrelopsis и Ptaeroxylon).

## Эволюция и филогенез
Подсемейство Spathelioideae является первым отделившимся таксоном внутри семейства рутовых и может быть описано как сестринский таксон по отношению к Rutaceae sensu stricto. По имеющимся данным Spathelioideae появились на африканском континенте в конце Мелового периода с последующей дисперсией в сторону Средиземноморья, Мадагаскара и Южной Азии. Появление Spathelioideae в Южной Америке связывается с периодом когда расстояние между этим континентом и Африкой было относительно невелико (конец мелового периода).
Исследование направленное на выявление синапоморфий для этого таксона указывает на то что общий предок Spathelioideae вероятно, имел листья с секреторными полостями и масляными клетками и цветки проявляющие гаплостемонию.

## Классификация
Под семейство включает в себя 6—7 родов:
- Bottegoa Chiov.
- Cedrelopsis Baill.
- Cneorum L.
- Dictyoloma A.Juss.
- Harrisonia R.Br. ex A.Juss.
- Ptaeroxylon Eckl. & Zeyh.
- Spathelia L.

Род Dictyoloma иногда выделяется в отдельное подсемейство Dictyolomatoideae.